# Фронт национального единства (Украина)
Фронт национального единства (укр. Фронт національної єдності, «ФНЕ») — украинская политическая партия, действовавшая на территории Западной Украины, входившей в состав межвоенной Польши. В политическом спектре партии ФНЕ занимал промежуточное положение между ультранационалистическими и консервативными движениями.

## История
Начало формирования «Фронта национального единства» (ФНЕ) связано с именем Дмитрия Палиева, который положил первые организационные основы в ноябре 1933 года. Окончательно процесс завершился на I конгрессе ФНЕ, состоявшемся во Львове в сентябре 1936 года.
Руководство ФНЕ провозглашало партию носителем «творческого национализма», выступало против политики «нормализации», проводимой УНДО, и против тактики террора, которую практиковала ОУН. ФНЕ выступал за создание авторитетного национального провода, способного вернуть украинский народ в число активных субъектов истории. Важным условием достижения этой цели считалось благоприятное международное положение, которое надеялись получить в результате глобальных политических катаклизмов.
В середине 1930-х годов ФНЕ сблизился с гетманским движением Павла Скоропадского и проявил интерес к монархической доктрине. С 1937 года руководство ФНЕ продвигало идею консолидации украинских политических и общественных сил. Представители партии участвовали в работе различных контактных комиссий.
Во главе ФНЕ стоял проводник, должность которого на протяжении всего времени занимал Дмитрий Палиев. Высшие органы — политколлегия и Краевой совет. Среди ведущих деятелей были Николай Шлимкевич, С. Волинец, Ю. Крохмалюк, В. Кохан, И. Гладилович, Л. Савойка, М. Кушнир и другие. ФНЕ издавал идеологический журнал «Победа» (1933—1939; главный редактор — Н. Шлимкевич), еженедельник «Батькивщина» с приложением «Новая молодёжь» (1933—1939; редакторы — Д. Палиев, С. Волинец, Я. Заремба) и газету «Украинские вести» (1935—1939; главный редактор — И. Гладилович).
После раздела Польши многие лидеры ФНЕ уехали на Запад, поскольку в условиях немецкой и советской оккупации на территориях Генеральной губернии и УССР независимая украинская политика была невозможна. Дмитрий Палиев прекратил деятельность ФНЕ, и весной 1941 года организация фактически прекратила существование. Её члены были направлены в работу Украинского центрального комитета и его местных отделений.